# Husum
1. ↑   https://www.husum.org/Verwaltung-Politik/Verwaltung/B%C3%BCrgermeister-Martin-Kindl/, accesat în 2 decembrie 2023 Lipsește sau este vid: |title= (ajutor)
2. ↑  Alle politisch selbständigen Gemeinden mit ausgewählten Merkmalen am 31.12.2018 (4. Quartal) (în germană), Statistisches Bundesamt[*], arhivat din original la 10 martie 2019, accesat în 10 martie 2019